# As Pupilas do Senhor Reitor (1970)
As Pupilas do Senhor Reitor é uma telenovela brasileira produzida e exibida pela RecordTV entre 23 de março de 1970 e 6 de março de 1971, em 279 capítulos, às 19h15, substituindo Algemas de Ouro e sendo substituída por Editora Mayo, Bom Dia. Baseada no romance homônimo, de Júlio Dinis, foi escrita por Lauro César Muniz e dirigida por Dionísio Azevedo e Nilton Travesso.
Conta com Márcia Maria, Agnaldo Rayol, Maria Estela, Fúlvio Stefanini, Dionísio Azevedo, Rogério Márcico, Lolita Rodrigues e Márcia Real nos papéis principais.

## Enredo
Na cidade portuguesa de Póvoa do Varzim, no século XIX, o velho médico João Semana é substituído pelo jovem Daniel das Dornas, recém-formado em Medicina e filho do lugar. As tais pupilas do título são as jovens Margarida e Clara, que após a morte da mãe, Ressurreição, foram criadas pelo reitor Padre Antônio. Daniel e Margarida se apaixonam, bem como Clara e Pedro, irmão do médico.

## Elenco

Márcia Maria e Geórgia Gomide nos bastidores da novela.

| Ator                    | Personagem                 |
| ----------------------- | -------------------------- |
| Márcia Maria            | Margarida da Silva (Guida) |
| Agnaldo Rayol           | Daniel das Dornas          |
| Maria Estela            | Clara da Silva             |
| Fúlvio Stefanini        | Pedro das Dornas           |
| Dionísio Azevedo        | Padre Antônio (Sr. Reitor) |
| Márcia Real             | Elizângela                 |
| Rogério Márcico         | Sr. José das Dornas        |
| Lolita Rodrigues        | Joana                      |
| Sérgio Mamberti         | Dr. João Semana            |
| Laura Cardoso           | Tereza da Esquina          |
| David Neto              | João da Esquina            |
| Reny de Oliveira        | Francisquinha da Esquina   |
| Carlos Augusto Strazzer | Manuel do Alpendre         |
| Edy Cerri               | Mariazinha                 |
| Lia de Aguiar           | Rosa                       |
| Linda Gay               | Josefa das Graças          |
| Lucy Meirelles          | Brásia do Alpendre         |
| Néa Simões              | Liduína                    |
| Cláudio Mamberti        | Rogério                    |
| Nadir Fernandes         | Carolina                   |
| Newton Prado            | Augusto                    |
| Henrique César          | Malaquias                  |
| Roberto Bolant          | Joaquim                    |
| Jorge Ramos             | Jorge                      |
| Antônio Ghigonetto      | Mestre Álvaro              |
| Maria José Villar       | Elvira                     |
| Ivanise Senna           | Amália                     |
| Célia Rodrigues         | Brásia                     |
| Oscar Thiede            | Pereirinha                 |
| Dino Meira              | Cantor do Porto            |

### Participações especiais
| Ator                   | Personagem            |
| ---------------------- | --------------------- |
| Manuel de Nóbrega      | Dom Arlindo da Silva  |
| Geórgia Gomide         | Dona Clara da Silva   |
| Yolanda Cardoso        | Ressurreição da Silva |
| Hebe Camargo           | Magali do Porto       |
| Rolando Boldrin        | Padre José            |
| Nádia Lippi            | Guida (jovem)         |
| Míriam Maio            | Clara (jovem)         |
| Antônio Carlos Estêvão | Daniel (jovem)        |
| Carlos Eduardo         | Pedro (jovem)         |
| Valdo Rodrigues        | Manoel (jovem)        |
| Amália Rodrigues       |                       |
| Jardel Mello           |                       |
| Luís Carlos Braga      |                       |
| Manoel Taveira         | Ajudante da barbearia |
| Perry Salles           |                       |

## Audiência
Terminou com média geral de 20 pontos, com capítulos que ultrapassaram os 40 pontos de média.